# Гедеон
Гедеон, Єроваа́л (івр. גִּדְעוֹן בֶּן יוֹאָשׁ) — біблійний персонаж, згадуваний у Старому Заповіті.

## Життєпис
Користуючись моральним занепадом і політичною роздробленістю євреїв, мідіяни та інші «сини Сходу» — сусіди та вороги Ізраїля, робили навали проти ізраїльського народу з року в рік, знищуючи засіяні поля, викрадаючи худобу та розкрадаючи всяке надбання. Пригнічення тривало сім років, тільки тоді, коли народ зневірився у своєму визволенні, з'явився Гедеон, «відважний воїн» /саме так тлумачилось його ім'я/. Його двоє старших братів загинули в боротьбі з ворогами Ізраїлю. Здобувши вище покликання до звільнення народу, Гедеон з невеликим загоном в 300 воїнів зробив вдалий нічний напад на мадіян, яких було як сарана і як піску на березі моря. В жаху і нічній метушні вони рубали один одного і в безладді втікали за Йордан (річка), надовго давши спокій Ханаану. Слава про перемогу Гедеона рознеслася по всій країні, і вдячний народ пропонував йому спадкову царську гідність і одночасно змінити форму правління на монархічну, та він відмовився від цієї влади, в якій бачив порушення Теократично-республіканського принципу. Земля під його управлінням благоденствувала сорок років. Сам Гедеон дожив до глибокої старості, залишивши від багатьох своїх дружин 70 синів.
В народі Гедеон отримав також прізвисько Єруббаал, тобто «суперник Ваалові», за те, що зруйнував жертовник, встановлений на честь цього язичницького божества.

## Біблійна історія
Серед суддів Гедеон прославився тим, що з невеликим військом, за Божим сприянням, визволив євреїв від ворогів — мадіян, які гнобили ізраїльтян понад сім років. Євреї мусили ховатися від них по ущелинах та у фортецях. Таке нещастя примусило євреїв схаменутися і звернутися до Бога. Тоді милосердний Бог послав їм визволителя в особі Гедеона.

## Найважливіші епізоди життя
Якось Гедеон збирався втікати від ворогів і молотив пшеницю, аби запастися хлібом на дорогу. Тоді з'явився йому ангел Господній і повелів зібрати військо проти ворогів. Гедеон, виконуючи веління Боже, почав збирати військо, яке налічувало 32 тисячі воїнів. Після цього він звернувся до Бога з проханням дати йому знамення — доказ, що справді Господь через нього врятує народ ізраїльський. Гедеон молився так: «Господи! Ось я розстелю тут на току стрижену вовну (руно). Якщо роса виступить тільки на вовні, а на всій землі буде сухо, то знатиму, що Ти врятуєш рукою моєю Ізраїль». Гедеонову молитву було почуто. На другий день, вставши рано, Гедеон став вижимати і вижав з вовни, вкритої росою, цілу чашу води. Та Гедеон знову звернувся з молитвою до Господа: «Господи! Не прогнівайся на мене, якщо я ще раз скажу: нехай буде сухо на одній лише вовні, а на всій землі нехай буде роса». Бог почув і другу молитву Гедеона і зробив так у ту ніч: тільки на вовні було сухо, а по всій землі була роса. Тоді Господь сказав Гедеонові: «Людей (війська) з тобою надто багато, Я не віддам мадіян у руки їхні, щоб не загордився Ізраїль переді Мною і не сказав: моя рука спасла мене». Тому Господь звелів Гедеонові відпустити додому усіх, хто боязкий і нерішучий. І повернулося додому 22 тисячі чоловік, а в Гедеона залишилося 10 тисяч чоловік. Господь же знову сказав Гедеонові: «Усе ще багато народу», і звелів Гедеонові повести всіх до води. За вказівкою Божою Гедеон відділив тих, хто пив воду з пригорщі, від тих, хто пив прямо ротом, схилившись до води. Тих, хто пив з пригорщі, виявилося триста чоловік. І сказав Господь Гедеонові: «Трьомастами Я врятую вас». Гедеон взяв із собою 300 воїнів, запаси їжі і труби (сурми), а інших відпустив додому. Тієї ночі Бог повелів Гедеонові побувати в таборі мадіян. Мадіяни й амаликитяни розташувались у долині в такій безлічі, мов сарана, не можна було перелічити їхніх верблюдів, багато було їх, мов піску на березі моря. Гедеон зі своїм слугою Фарою пробрався у табір мадіанитян і почув, як один воїн розповідав іншому про свій сон, немовби мадіанитянським табором котився круглий ячмінний хліб і, прикотившись до намету, вдарив по ньому так, що намет упав, перекинувся і розсипався.
На це інший воїн зауважив: «Це не що інше, як Гедеонів меч, якому Бог віддасть в руки мадіанитян». Гедеон дуже підбадьорився. Повернувшись у свій табір, Гедеон розбудив своїх воїнів, дав їм до рук труби, порожні глечики і в глечики світильники. Розділив усіх на три загони і наказав їм оточити ворожий табір і робити те, що робитиме його загін, і кричати: «Меч Господа і Гедеона». Коли всі були на місцях, Гедеон наказав своєму загонові розбити глечики і з запаленими світильниками сурмити у сурми і кричати: «Меч Господа і Гедеона!» Те саме вчинили і два інші загони. На мадіанитян напав такий жах, що вони у страшеннім сум'ятті в темряві стали вбивати один одного і, урешті-решт, кинулись тікати.
Гедеон розбив їх ущент і з великою здобиччю повернувся додому переможцем. Після цієї перемоги ізраїльтяни запропонували Гедеонові і його нащадкам царську владу над собою, але він відмовився і сказав: «Ні я не володітиму, ні син мій; нехай Господь володіє вами».

## Шанування в православ'ї
В Православ'ї вшановується святим в сонмі пророків. Пам'ять відзначається 26 вересня за юліанським календарем (9 жовтня за григоріанським).
Розписи, присвячені Гедеону, були в Середній (Золотій) палаті московського Кремля. Димитрій (Туптало) назвав один зі своїх творів « Руно зрошене», натякаючи на популярне в християнстві трактування епізоду з овечою вовною як прообразу Благовіщення.